# Ignacy Szpunar

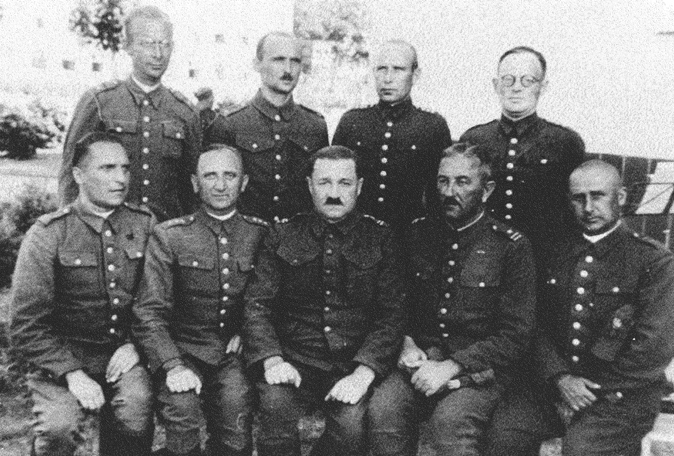
Oflag (maj 1940) - ppłk Ignacy Szpunar siedzi w środku. Na lewo siedzi kpt. Józef Koziński, a na prawo mjr Emil Zawisza.

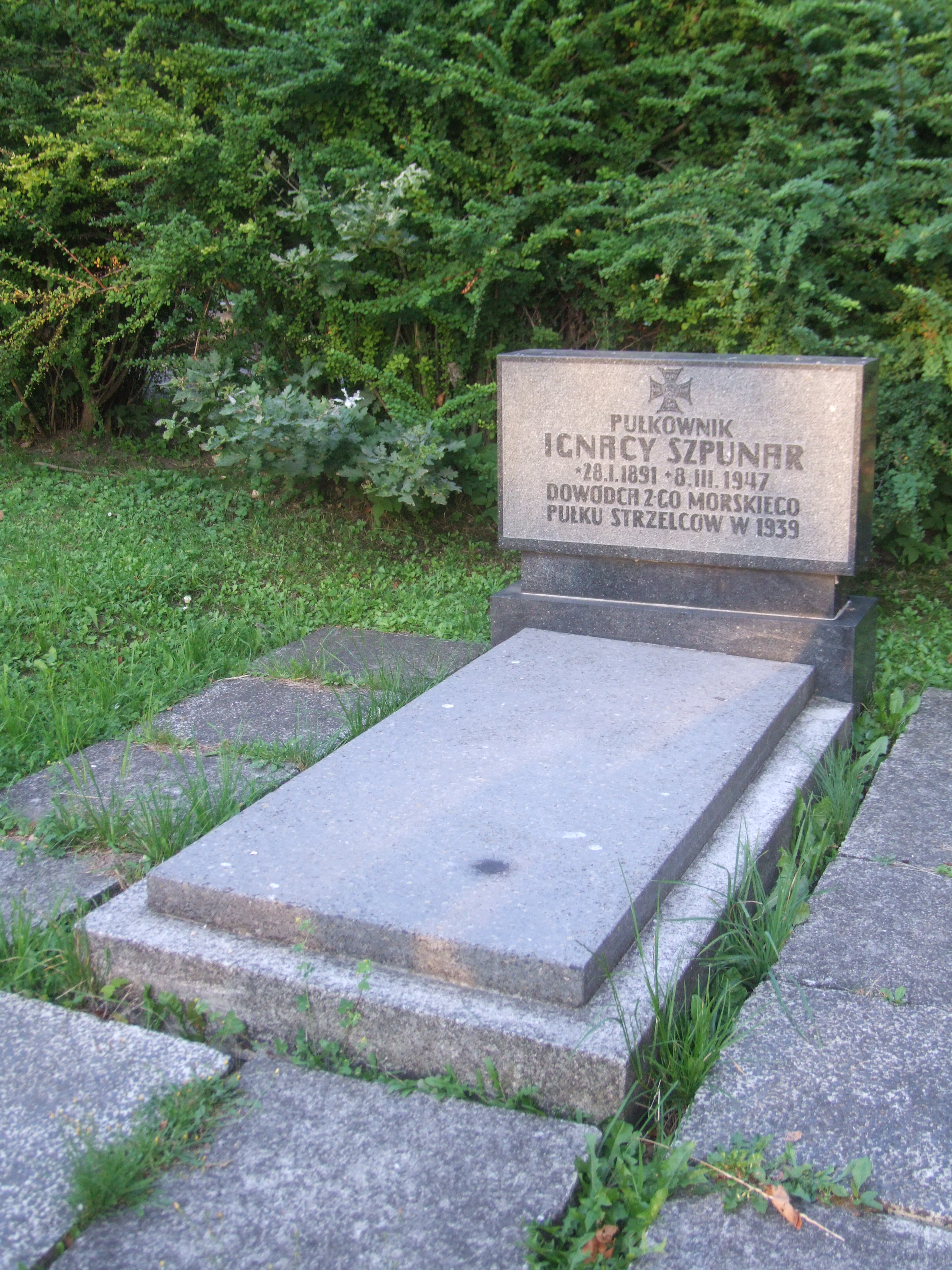
Cmentarz w Gdyni-Redłowie, nagrobek pułkownika Ignacego Szpunara.

Ignacy Stanisław Szpunar (ur. 28 stycznia 1891 w Albigowej, zm. 8 marca 1947 w Jeleniej Górze) – podpułkownik piechoty Wojska Polskiego.

## Życiorys
Syn Wojciecha. W latach 1911–1913 członek Związku Strzeleckiego. W 1913 złożył maturę w c. k. Gimnazjum Nr II w Rzeszowie. W czasie I wojny światowej walczył jako porucznik w c. k. pułku piechoty nr 90. Stworzył tajną organizację wojskową, w wyniku której c. k. pułk piechoty nr 90, pod koniec września 1918 roku znajdujący się w Odessie ogłosił się pułkiem polskim. Na początku listopada tegoż roku wrócił do Jarosławia.
Od 1 listopada 1918 roku w Wojsku Polskim. Brał udział w wojnie polsko-bolszewickiej. Za męstwo wykazane w walkach z bolszewikami odznaczony został Krzyżem Walecznych. Służył we włocławskim 14 pułku piechoty, z którego w dniu 26 kwietnia 1928 r. został przeniesiony na stanowisko dowódcy III batalionu 33 pułku piechoty w Łomży. W październiku 1932 został przesunięty ze stanowiska obwodowego komendanta PW na stanowisko kwatermistrza pułku. Od 1 maja 1937 dowódca 2 Morskiego batalionu strzelców w Gdyni (przemianowanego w późniejszym okresie na 2 Morski pułk strzelców). Batalion organizował w wyjątkowo trudnych warunkach, szczególnie kwaterunkowych.
W kampanii wrześniowej od samego początku 2 Morski pułk strzelców pod jego dowództwem podlegał dowództwu Lądowej Obrony Wybrzeża, zatrzymał wojska niemieckie atakujące od strony Sopotu. Po kilkudniowych walkach w gdyńskich lasach i okolicznych miejscowościach, na rozkaz płk. Dąbka wycofał się z żołnierzami na Kępę Oksywską. Tam jego pułk prowadził walki aż do kapitulacji do 19 września 1939 roku.
Następnie przebywał w niewoli - w oflagu VII A Murnau. Zmarł 8 marca 1947 roku w Jeleniej Górze, a zgodnie z jego wolą pochowano go na wojskowym Cmentarzu Obrońców Wybrzeża w Gdyni Redłowie, tam gdzie spoczywają żołnierze, jego podwładni z 2. mps.

## Awanse
- major – 18 lutego 1928 r. ze starszeństwem z dniem 1 stycznia 1928 r. i 10 lokatą w korpusie oficerów piechoty
- podpułkownik – 19 marca 1937 r.

## Ordery i odznaczenia
- Krzyż Srebrny Orderu Wojennego Virtuti Militari (pośmiertnie, 11 czerwca 1947)[5] nr 12008[6]
- Krzyż Walecznych (1921)[7]
- Złoty Krzyż Zasługi (19 marca 1931)[8]

## Upamiętnienie
24 września 2019 roku w Albigowej, skąd pochodził, odsłonięto mural ppłk. Ignacego Szpunara. Z dniem 13 czerwca 2018 roku Regionalne Centrum Informatyki Gdynia otrzymało imię ppłk. Ignacego Stanisława Szpunara.